# Sterling K. Brown
Sterling Kelby Brown (ur. 5 kwietnia 1976 w Saint Louis) – amerykański aktor. Wcielił się w postać Randalla Pearsona w serialu NBC Tacy jesteśmy (2017), za którą został nagrodzony Złotym Globem dla najlepszego aktora w serialu dramatycznym.
Był jedną ze stu najbardziej wpływowych osób na świecie w roku 2018 według tygodnika „Time”.

## Życiorys
Urodził się w St. Louis w Missouri, jako jedno z pięciorga dzieci Sterling Brown i Araleana Banksa Browna. Dorastał z dwiema siostrami i dwoma braćmi w Olivette w Missouri. Uczęszczał do Mary Institute and St. Louis Country Day School. W 1998 ukończył studia na Uniwersytecie Stanforda na wydziale aktorskim. Początkowo chciał studiować ekonomię, aby mógł pracować w biznesie, ale zakochał się w aktorstwie jako student pierwszego roku. Następnie studiował w Tisch School of the Arts na Uniwersytecie Nowojorskim, gdzie ukończył studia magisterskie z tytułem magistra sztuk pięknych.
Jego mentor, Harry J. Elam, naprawdę zaangażował go do sztuki Augusta Wilsona Joe Turner’s Come and Gone. Następnie zagrał w spektaklu Blue for an Alabama Sky. Pracował w teatrze regionalnym i raz na jakiś czas w filmie i telewizji.
Zadebiutował na ekranie jako współpracownik w komedii romantycznej Brown Sugar (2002) u boku Taye’a Diggsa. Wkrótce przyjął rolę oficera Edwarda Dade’a w serialu kryminalnym NBC Brygada ratunkowa (2002–2004). Wystąpił także gościnnie w serialach takich jak Nocny kurs (2003), Tarzan na Manhattanie (2003), Ostry dyżur (2004), Nowojorscy gliniarze (2004), JAG – Wojskowe Biuro Śledcze (2004), Orły z Bostonu (2005), Agentka o stu twarzach (2006) i Bez śladu (2006).

## Filmografia

### Filmy
| Rok  | Tytuł                               | Rola              | Reżyser                   | Uwagi                |
| ---- | ----------------------------------- | ----------------- | ------------------------- | -------------------- |
| 2002 | Brown Sugar                         |                   | Rick Famuyiwa             |                      |
| 2005 | Kwestia zaufania                    | Rand              | Bart Freundlich           |                      |
| 2005 | Zostań                              | Frederick / Devon | Marc Forster              |                      |
| 2008 | Zawodowcy                           | Rogers            | Jon Avnet                 |                      |
| 2011 | Nasz brat idiota                    | Omar Coleman      | Jesse Peretz              |                      |
| 2013 | The Suspect                         | The Other Suspect | Stuart Connelly           |                      |
| 2015 | Nieznajomy z Mojave                 | det. Fletcher     | William Monahan           | nieuwzgl. w napisach |
| 2016 | Whiskey Tango Foxtrot               | sierż. Hurd       | Glenn Ficarra, John Requa |                      |
| 2016 | Spaceman                            | Rodney Scott      | Brett Rapkin              |                      |
| 2017 | Marshall                            | Joseph Spell      | Reginald Hudlin           |                      |
| 2018 | Czarna Pantera                      | N'Jobu            | Ryan Coogler              |                      |
| 2018 | The Predator                        | Traeger           | Shane Black               |                      |
| 2018 | Hotel Artemis                       | Waikiki           | Drew Pearce               |                      |
| 2019 | Angry Birds 2                       | Garry (głos)      | Thurop Van Orman          |                      |
| 2019 | Waves                               | Ronald            | Trey Edward Shults        |                      |
| 2019 | Kraina lodu II                      | Mattias (głos)    | Chris Buck, Jennifer Lee  |                      |
| 2020 | Sekcja rytmiczna                    | Mark Serra        | Reed Morano               |                      |
| 2022 | Zatrąb dla Jezusa, ocal swoją duszę | Lee-Curtis Childs | Adamma Ebo                |                      |
| 2022 | Biosphere                           | Ray               | Mel Eslyn                 |                      |

### Telewizja
| Rok     | Tytuł                                      | Rola               | Uwagi        |
| ------- | ------------------------------------------ | ------------------ | ------------ |
| 2002–04 | Brygada ratunkowa                          | Edward Dade        | 9 odcinków   |
| 2003    | Nocny kurs                                 | Rasheed Morgan     | 1 odc.       |
| 2003    | Tarzan na Manhattanie                      | Detektyw Carey     | 2 odc.       |
| 2004    | Ostry dyżur                                | Bob Harris         | 1 odc.       |
| 2004    | Nowojorscy gliniarze                       | Kelvin George      | 1 odc.       |
| 2004    | JAG – Wojskowe Biuro Śledcze               | Harry Smith        | 1 odc.       |
| 2005    | Orły z Bostonu                             | Zeke Borns         | 1 odc.       |
| 2005    | Starved                                    | Adam Williams      | 7 odc.       |
| 2006–07 | Nie z tego świata                          | Gordon Walker      | 4 odc.       |
| 2006    | Agentka o stu twarzach                     | Agent Rance        | 1 odc.       |
| 2006    | Smith                                      | Corey              | 1 odc.       |
| 2006    | Bez śladu                                  | Thomas Biggs       | 1 odc.       |
| 2007–13 | Poślubione armii                           | Roland Burton      | 107 odc.     |
| 2007    | Shark                                      | Quenton North      | 1 odc.       |
| 2007    | Impas                                      | Russell Marsh      | 1 odc.       |
| 2008    | Eli Stone                                  | David Mosley       | 1 odc.       |
| 2010    | Medium                                     | Todd Gillis        | 1 odc.       |
| 2011    | Detroit 1-8-7                              | Cameron Jones      | 1 odc.       |
| 2011    | Żona idealna                               | Andrew Boylan      | 1 odc.       |
| 2011    | Harry’s Law                                | Thomas             | 1 odc.       |
| 2012    | Nikita                                     | Nick Anson         | 1 odc.       |
| 2012–13 | Impersonalni                               | Det. Cal Beecher   | 6 odc.       |
| 2013    | Agenci NCIS                                | Elijah Banner      | 1 odc.       |
| 2014    | Mentalista                                 | Agent Higgins      | 1 odc.       |
| 2014    | Masters of Sex                             | Marcus             | 1 odc.       |
| 2015    | Castle                                     | Ed Redley          | 1 odc.       |
| 2015    | Zabójcze umysły                            | Fitz               | 1 odc.       |
| 2016    | American Crime Story: Sprawa O.J. Simpsona | Christopher Darden | 10 odc.      |
| 2016-22 | Tacy jesteśmy                              | Randall Pearson    | główna rola  |
| 2017    | Niepewne                                   | Lionel             | 2 odc.       |
| 2019    | Wspaniała pani Maisel                      | Reggie             | 4 odc.       |
| 2020    | Kipo i Dziwozwierze                        | Lio Oak            | głos; 4 odc. |
| 2021    | Big Mouth                                  | Michael Angelo     | 3 odc.       |
| 2021    | Lincoln: Divided We Stand                  | Narrator           | 6 odc.       |
| od 2021 | Spoza układu                               | Halk               | 4 odc.       |
| 2023    | Niezwyciężony                              | Angstrom Levy      | 8 odc.       |